# نيفيروير (رواية)
نيفروير هي رواية كتبها المؤلف الإنكليزي نيل غيمان بصورة مترافقة مع المسلسل التلفزيوني نيفروير، من تأليف غيمان ونيل هنري. تتطابق الحبكة والشخصيات مع مثيلاتها من المسلسل، باستثناء أن الرواية سمحت لغيمان بالتوسع في عناصر معينة من القصة وتوضيحها، واستعادة خططه الأصلية بدلًا عن التعديلات التي حصلت في الإصدار المتلفز. من أبرزها ظهور السوق العائم في هارودز (في الرواية) عوضًا عن أسفل محطة طاقة باترسي (المسلسل التلفزيوني). وذلك لأن إدارة هارودز غيرت رأيها حول التصوير المقترح. أصدرت «كتب بي بي سي» الرواية بشكل أصلي في عام 1996، تزامنًا مع عرض ثلاث حلقات من المسلسل التلفزيوني. ترافقت الرواية مع إصدار كاسيت وسي دي ناطقين، أيضًا بواسطة البي بي سي.
حققت الرواية نجاحًا باهرًا، في حين لم تجد جذورها التلفزيونية قدرًا مماثلًا من الحضور الدولي الذي حازته الرواية. بالإضافة إلى ترجمتها للغات عديدة، أُعيد نشرها أيضًا كنسخة «النص المفضل للكاتب»، (وهي مزيج من النسختين الإنجليزيتين الأصلية والدولية، مع إعادة إدراج مشاهد إضافية من قبل فيمان) إلى جانب رواية الآلهة الأمريكية في عام 2006. صمم ديف ماكين، مساعد غيمان القديم، غلاف نسخة «كتب بي بي سي» الأصلية، وهو مستوحى من حلقات رأس الطائر وقبضة مشتعلة ورسومات أنفاق لندن، والتي صممها ماكين من أجل المسلسل، بالإضافة إلى قسم موجز يتحدث فيه غيمان عن إنتاج المسلسل.

## اقتباسات عن الرواية وتتمتها
أعطى غيمان تلميحًا عن وجود رواية متممة في قسم التعليقات من مجموعة قصصه القصيرة أشياء هشة، التي صدرت في عام 2009. قيل في ذلك الوقت، أن القصة التي عنوانها «كيف استعاد الماركيز معطفه» كانت «نصف مكتوبة». نُشرت القصة في مقتطفات أدبية مختارة بعنوان الأوغاد، وحررها جورج ر. ر. مارتن.
تنص الأسئلة الأكثر تداولًا على موقع غيمان الإلكتروني أن تتمة الكتاب على شكل رواية أمر محتمل الحدوث؛ من المرجح أن يكون العنوان الأخوات السبع. لكن، إلى جانب وجود تصريح قديم مفاده «لا أظن أنه سيكون الكتاب التالي الذي سأكتبه»، لا أثر لأي مؤشر على موعد اكتمال الرواية. في فبراير عام 2017، أثناء الترويج لكتابه الجديد، الميثولوجيا الاسكندنافية، في مدينة لندن، أكد غيمان أنه كتب ثلاثة فصول من رواية الأخوات السبع، وسط تصفيق الحضور.
بدأت سلسلة محدودة من الإصدار التاسع لكتاب هزلي (كتاب كوميكس) في يونيو عام 2005، والتي كتبها مايك كاري (صدرت عن سلسلة لوسيفر لشركة فيرتيغو كوميكس)، وصمم رسوماتها غلين فابري.
صدر بث إذاعي مقتبس على الراديو في 16-22 مارس من عام 2005، بتفويض من راديو «بي بي سي 4» وراديو «بي بي سي 4 إكسترا». كانت تعليقات النقاد إيجابية بشكل هائل.
في عام 2017، أصدرت «هاربر أوديو»، وهي اسم دار النشر الخاصة بشركة هاربر كولينز، كتابًا مسموعًا للرواية، رواه غيمان.